# أضحك وإلا أبكي (مسلسل)
أضحك وإلا أبكي. مسلسل كويتي، من إخراج كنعان حمد، وتأليف عبد الله الحبيل. شارك في المسلسل عددًا من الفنانين، منهم: عبد الله الحبيل، عبد الرحمن العقل، إبراهيم الحربي، عبد الإمام عبد الله، باسمة حمادة، سعاد علي، وغيرهم.